# 2440 Едукатіо
2440 Едукатіо (2440 Educatio) — астероїд головного поясу, відкритий 7 листопада 1978 року.
Тіссеранів параметр щодо Юпітера — 3,632.